# Benedicta Boccoli
Benedicta Boccoli (Milaan, 11 november 1966) is een Italiaans actrice voor films en theater. In haar jeugd verhuisde ze naar Rome. Haar zus Brigitta Boccoli is ook actrice. Zij heeft ook twee broers: Barnaby en Filippo.

## Film
- Gli angeli di Borsellino, 2003
- Valzer, 2007
- Dolce di Latte, 2008
- Ciao Brother 2016
- Colpevole, 2024 [2]

### Korte film
- La confessione – 2020[3];[4]
- Come un fiore – 2023[5]

## Theater
- Blithe Spirit, 1992
- Can Can, 1998
- Stalker, 2004
- Vite private, 2012-2013
- Incubi d'Amore - 2014
- Crimes of the Heart - 2015
- A Room with a View - 2016
- Cactus Flower - 2016
- Il più brutto week-end della nostra vita - 2017-2018
- The test van Jordi Vallejo - 2019-2020[6];[7]
- Su con la vita van Maurizio Micheli - 2020[8];[9]
- Les Précieuses ridicules Vrij genomen van Molière - 2023-2024[10]
- Donne in pericolo van Wendy MacLeod, dir. Enrico Maria Lamanna - 2023-2025

- MusicBrainz: 473ef41a-1d7c-4876-bc6e-866207713118